# Rivière Pierre-Paul
Pour les articles homonymes, voir Pierre-Paul.
La rivière Pierre-Paul coule dans la municipalité régionale de comté (MRC) de Mékinac, dans la région administrative de la Mauricie, dans la province de Québec, Canada, en traversant trois municipalités : Saint-Tite, Sainte-Thècle et Saint-Adelphe.
Note : Le plan directeur de l’eau de la rivière Batiscan (2015) présente différents aspects de la rivière par 35 textes.

## Parcours
Cette rivière qui coule sur 14 km prend sa source à l'embouchure du Lac Pierre-Paul, situé dans le rang Saint-Pierre, dans la partie est du territoire de Saint-Tite. À cause du relief parfois montagneux, le cours principal de la rivière décrit un grand Z en traversant un territoire surtout agricole (une partie forestière en début de parcours, à cause du reboisement d’anciennes terres agricoles dans la zone au nord du lac Pierre-Paul).
À partir de sa source, la rivière traverse la route Pierre-Paul et se dirige tout droit vers le nord en traversant quatre lots du rang St-Thomas (Sud) situés dans le territoire de Saint-Tite ; puis continue dans Sainte-Thècle, en drainant 10 lots du rang St-Thomas (Sud), où elle traverse une première fois la route Charest. À 2,5 km de sa source, cette rivière fait une petite incartade sur deux lots du rang St-Georges (Sud). Par ses ruisseaux affluents, la rivière reçoit les eaux de la majeure partie du rang St-Georges (Sud), notamment le ruisseau Gagnon qui se déverse dans la rivière Pierre-Paul sur le lot 351-116 au rang St-Thomas (à la limite de rang St-Georges).
Le deuxième segment de son parcours est presque en ligne droite et coule sur 6,4 km. La rivière Pierre-Paul bifurque dans le rang St-Georges (Sud) à près de 160 degrés sur la droite pour se diriger tout droit vers le sud. Dans ce segment de son parcours, la rivière revient couler dans le rang St-Thomas (Sud) où elle traverse à nouveau la route Charest et coupe en diagonale six lots de terre. Son parcours traverse ensuite la limite de Saint-Adelphe et coupe neuf lots du rang St-Émile. La rivière est alors à seulement 1,6 km de sa source. La rivière continue de couler sur six lots du rang St-Pierre, avant de faire une petite incartade sur trois lots dans le 4e rang Nord-Est de la rivière des Envies (à Saint-Tite). Grâce à ses ruisseaux affluents, la rivière Pierre-Paul reçoit les eaux du 4e rang Nord-est de la Rivière-des-Envies et une petite zone du nord du territoire de Saint-Séverin.
Le troisième segment de son parcours est long de 3,4 km. La rivière Pierre-Paul bifurque alors dans Saint-Tite à 120 degrés vers la gauche pour revenir tout droit vers le nord en traversant quatre lots dans le rang St-Pierre de Saint-Adelphe. Son parcours coupe huit lots du rang St-Alphonse et quelques lots du rang Sud-Ouest de la rivière Batiscan. Dans sa fin de parcours, la rivière fait quelques courbes avant de se jeter dans la rivière Batiscan (sur la rive sud-ouest), à la hauteur du village de Saint-Adelphe. En 1925, la municipalité a fait construire un nouveau pont couvert sur la rivière Pierre-Paul, presque à son embouchure, soit la route 352 actuelle. En 1958, ce pont couvert est démoli et remplacé par un pont en béton.

## Histoire
À la fin du XIXe et au début du XXe siècle, la rivière Pierre-Paul était utilisée surtout au printemps (ou lors de grandes crues) pour le transport du bois par flottaison ; ce qui impliquait des activités de draveurs ou de cageux. 
Un des premiers résidents, un certain Jeanot(te) demeurait près des chutes du Manitou, au recensement de 1861 où il s’enregistre comme indien. Près de ces mêmes chutes, au début des années 1860, on retrouve quelques colons dont des Veillette, Asselin, Carpentier, Thivierge, Lambert, Baillargeon, Charest, Gervais, Perron, Lafontaine, Baribeau et Lavigueur dit Brouillet. 
La rivière Pierre-Paul qui se jette dans la Batiscan est utilisée au siècle dernier pour la « drave » des billots.
« M. Lafontaine qui faisait des billots dans le territoire de la Batiscan est accusé d’avoir pris possession à main armée d’une chaussée construite sur la rivière Pierre-Paul, un des tributaires de la Batiscan, pour descendre ses billots. Cette chaussée appartient à la maison Price Brothers. Cela se passait le 9 mai 1872. M. Price a fait arrêter M. Félix Lafontaine et ses hommes qui travaillaient pour lui. »` .

## Bras de la rivière Pierre-Paul
La petite rivière bras de la rivière Pierre-Paul coule sur environ 5,3 km excluant le ruisseau Piché qui constitue le prolongement de cette petite rivière. Ce ruisseau draine une bonne partie des terres agricoles du rang Saint-Thomas (dans le sens nord-sud) de Sainte-Thècle en coupant perpendiculairement une vingtaine de lots (sur environ 5 km) jusqu'à la route Rompré, désignée route 352, (reliant Saint-Adelphe et Sainte-Thècle), qui constitue la limite entre les deux municipalités, à cet endroit. Dans son parcours au rang Saint-Thomas, ce ruisseau a recueilli les eaux de deux petits affluents (dont le ruisseau Francoeur) qui drainent deux zones du sud-est du rang Saint-Georges. Dès la fondation de Sainte-Thècle, cette route a été aménagée permettant au curé de Sainte-Thècle de desservir la mission de Saint-Adelphe ; toutefois, elle était difficilement carrossable jusqu'à la fin du XIXe siècle. Le débordement du bras de la rivière Pierre-Paul bloquait la route à cet endroit, à chaque printemps, empêchant temporairement d'y circuler.
Le bras de la rivière Pierre-Paul commence à la route 352. À partir de la route route 352, cette petite rivière bifurque vers le sud en parcourant 3 km (presque en ligne droite) sur 11 lots du rang Saint-Émile, jusqu'au pont du chemin Saint-Émile. Depuis ce pont, la rivière coule d'une façon plus sinueuse sur 2,3 km par l'eau (ou 1,7 km en ligne droite) dans le rang Sud-Ouest de la rivière Batiscan, pour se déverser dans la rivière Pierre-Paul, à environ 0,6 km par l'eau de l'embouchure de cette dernière qui se jette dans la rivière Batiscan.
Artefacts amérindiens au rang St-Thomas
Bien avant l’arrivée des premiers pionniers canadiens-français, les Amérindiens étaient de passage au rang Saint-Thomas de Sainte-Thècle. Dans les années 1970, Émile Tessier, producteur agricole, a trouvé quelques artefacts amérindiens sur son lot du rang Saint-Thomas (lots 351-107 et 108), dont il a été propriétaire de 1949 à 1981. Ces artefacts qui proviennent de la période préhistorique archaïque (avant Jésus Christ) étaient surtout des pierres taillées et polies, servant d’instruments de chasse et de travail lors de la préhistoire amérindienne. Plusieurs de ces artefacts conservés à l’Université du Québec à Trois-Rivières avaient été exposés en juin 1974 à la salle Morin lors des festivités du Centenaire de Sainte-Thècle, avec la collaboration de l’archéologue René Ribes. Ces artefacts amérindiens ont été trouvés aux alentours du ruisseau Piché et d'un ruisseau affluent (provenant du nord), à environ 2,3 km en ligne droite de la rivière Batiscan.

## Toponymie
Au début des années 1870, le toponyme Pierre-Paul désignait un lieu-dit dans la zone de l’embouchure de la dite rivière, sur la rive droite de la rivière Batiscan. Ce lieu-dit devient à la fin du XIXe siècle le noyau initial du village de Saint-Adelphe (côté sud-ouest de la rivière Batiscan) ; par la suite l’église a été construite en face de l’embouchure, sur l’autre rive de la rivière Batiscan. L'embouchure de la rivière Pierre-Paul est située entre celle de la rivière des Envies (Saint-Stanislas) et la rivière Tawachiche (Lac-aux-Sables) sur la rive droite de la rivière Batiscan.
Selon une première thèse, l’origine du toponyme rivière Pierre-Paul et le lac Pierre-Paul serait lié à une famille amérindienne, dénommée Pierre-Paul, qui aurait vécu près du lac Pierre-Paul.
Selon une autre thèse, le toponyme Pierre-Paul serait une adaptation populaire, dérivée des noms d'apôtres du début de la chrétienté, tout comme les toponymes des rangs détachés de l'ancien territoire de Saint-Stanislas, notamment : rang St-Pierre (dans Saint-Tite où se situe le lac Pierre-Paul), Saint-Paul (dans Saint-Séverin) et Saint-Thomas (dans Sainte-Thècle). À la tête de la rivière, le lac Pierre-Paul est situé dans le rang Saint-Pierre à Saint-Tite. Dans un segment de son parcours, la rivière Pierre-Paul retraverse le rang St-Pierre (dans la partie sud de Saint-Adelphe), mais ne touche pas le rang St-Paul (Saint-Séverin) qui est plus au sud. Toutefois, le chemin St-Émile de Saint-Adelphe, permet de rejoindre la route du 4e rang de Saint-Tite, la route Dessureault, puis le pont Dessureault qui enjambe la rivière des Envies, pour atteindre :
- l'autre rang St-Pierre (situé plus au sud, soit à Hérouxville et Saint-Séverin) et
- le rang St-Paul (à Saint-Séverin).

Au Canada français, le patronyme Pierre-Paul est fréquent comme prénom masculin. Tandis que le patronyme de famille Pierre-Paul est rencontré généralement chez des familles d'ascendance négro-africaine.
Les toponymes lac Pierre-Paul et rivière Pierre-Paul ont été inscrits officiellement à la Banque de noms de lieux de la Commission de toponymie du Québec, le 5 décembre 1968. Tandis que le toponyme bras de la rivière Pierre-Paul (le plus important affluent de la rivière Pierre-Paul) a été inscrit à ce registre le 18 décembre 1979, au titre de ruisseau.

## Photos

Rivière Pierre-Paul
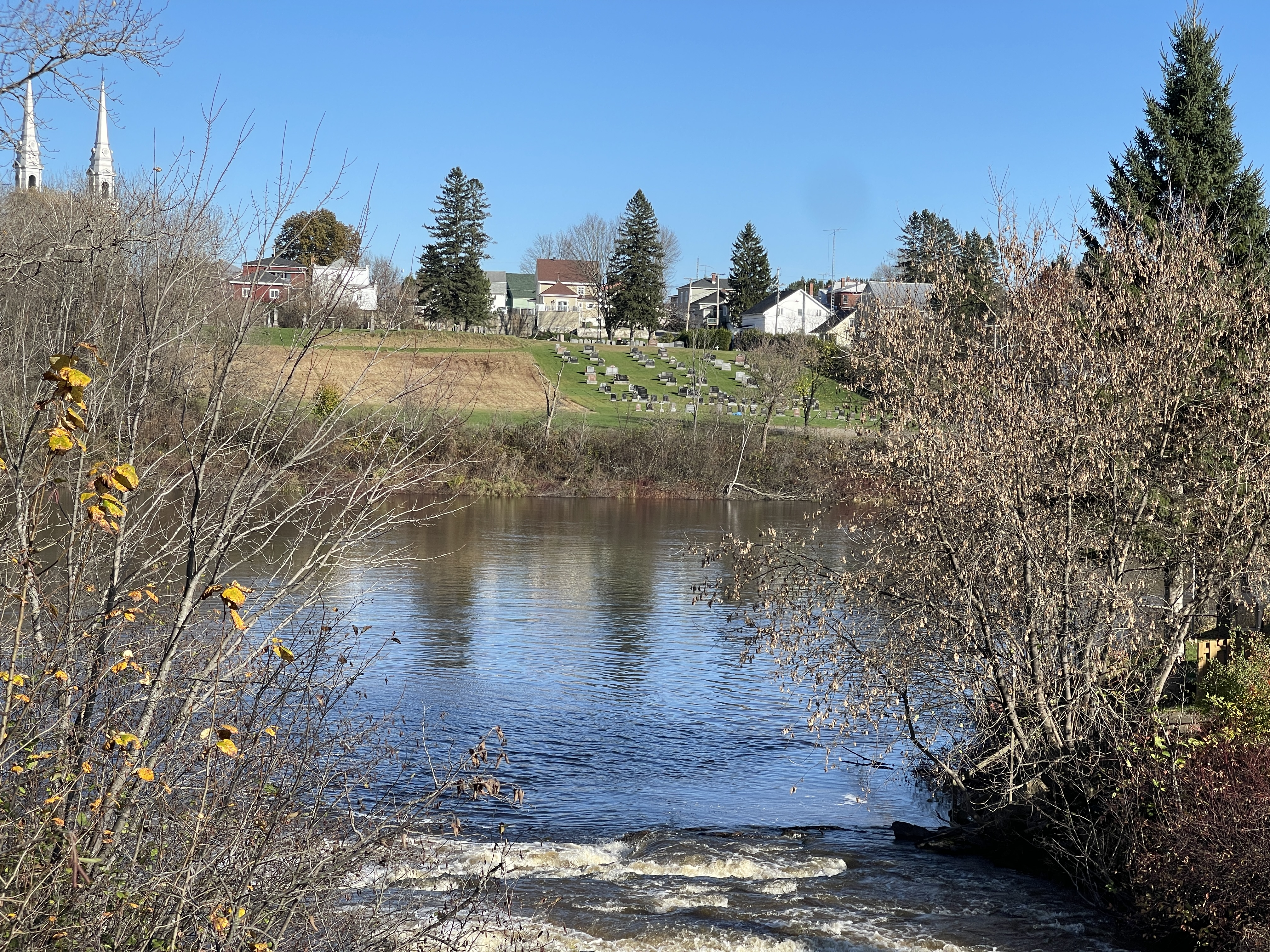
Embouchure de la rivière, rivière Batiscan, du pont P01548 à poutres en béton armé (1950)[17],   de la route 352, flèches des clochers de l’église catholique, village, champ cultivé, cimetière Curé Adélard-Lamy,Saint-Adelphe
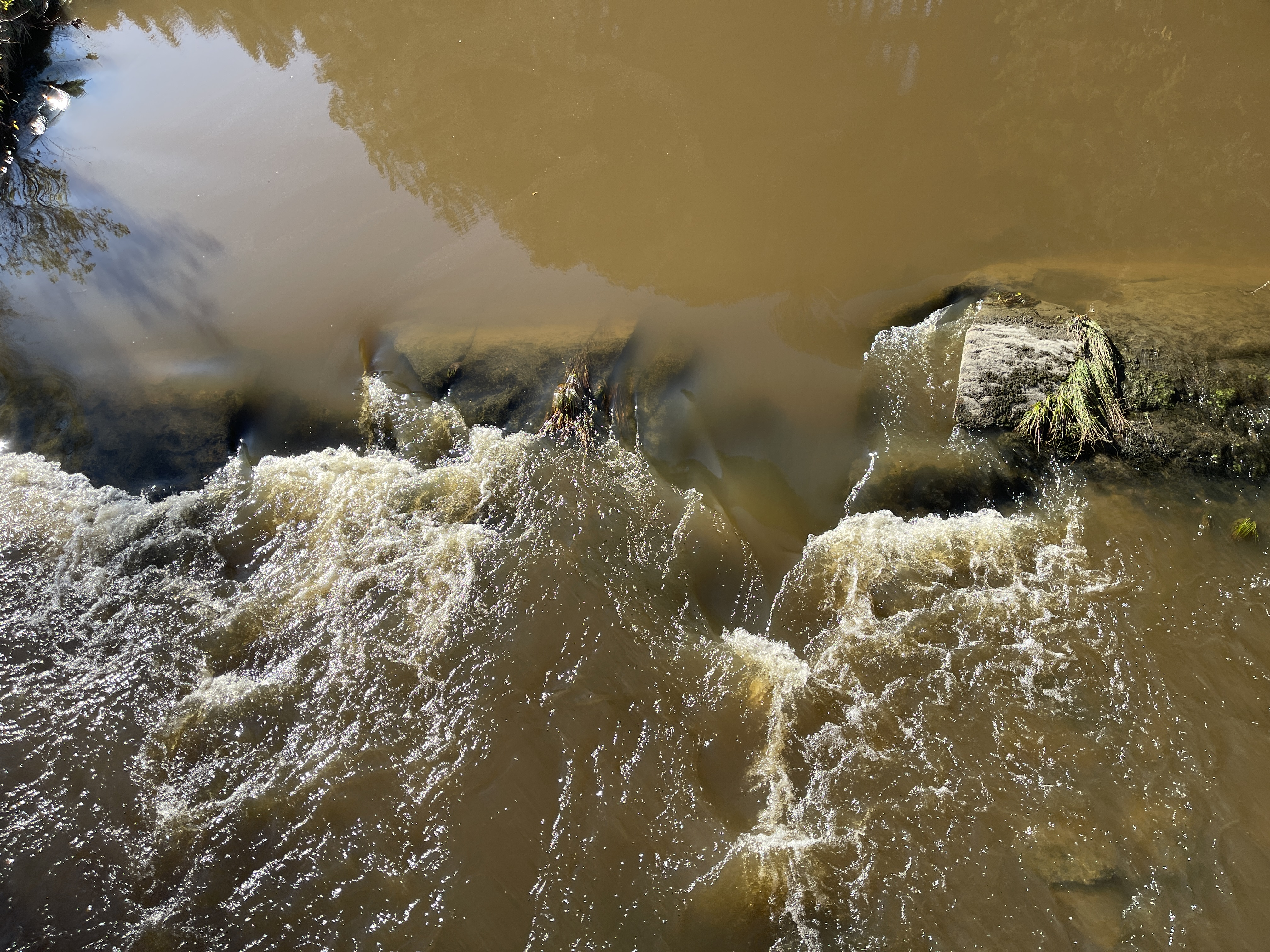
Vers l’amont, du pont P01548 à poutres en béton armé (1950), route 352, Saint-Adelphe
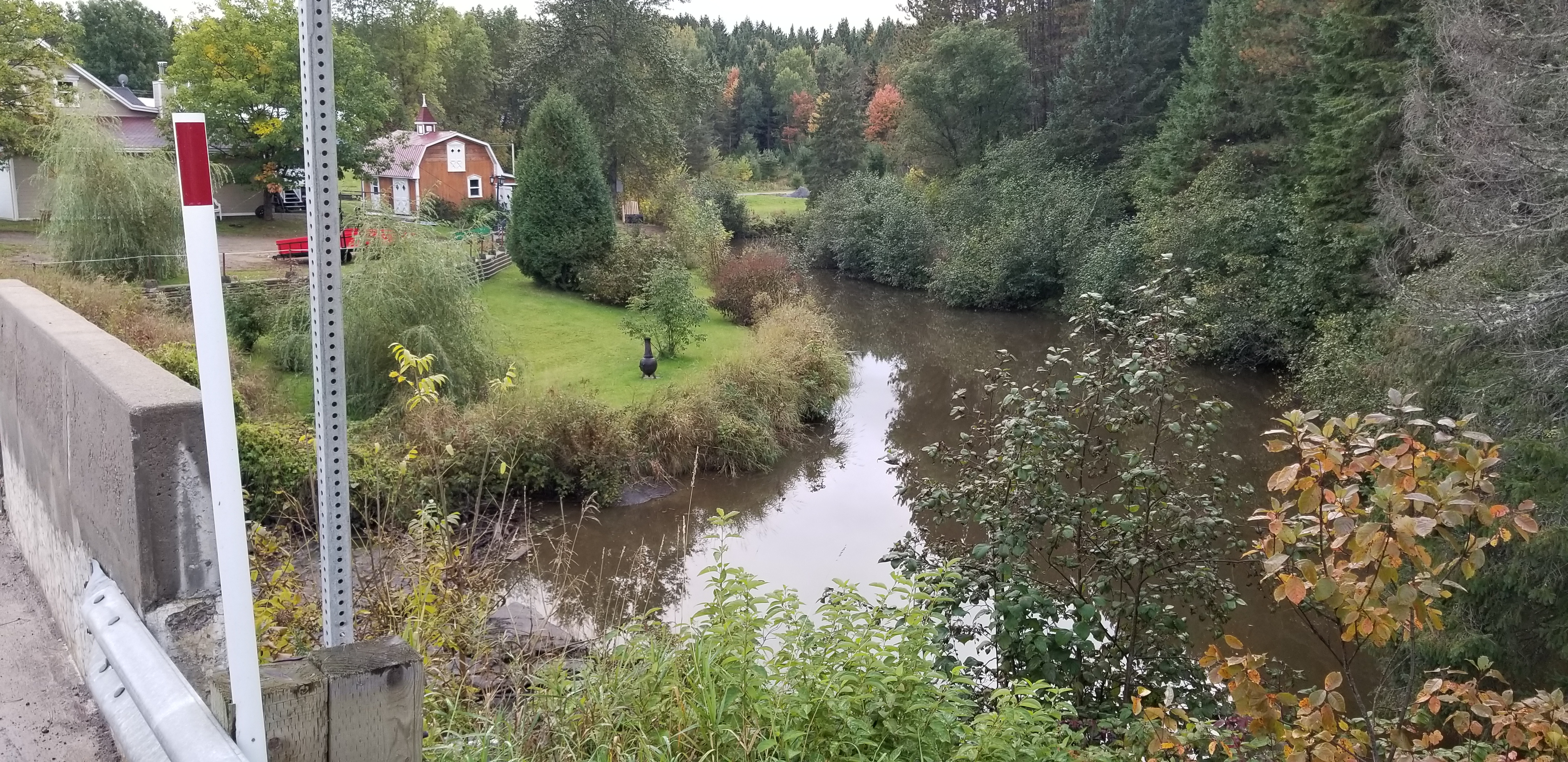
Vers l'amont, du pont de la route 352, Saint-Adelphe